# تشارلز براون (رياضي)
تشارلز براون (بالإنجليزية: Charles Brown)‏ (و. 1867 – 1937 م) هو رياضي أمريكي، ولد في إلينوي، شارك في الألعاب الأولمبية الصيفية 1904، توفي في أوك بارك، عن عمر يناهز 70 عاماً.

## روابط خارجية
- تشارلز براون على موقع أوليمبيديا (الإنجليزية)